# Крепи (Эна)
Крепи́ (фр. Crépy) — коммуна во Франции, находится в регионе Пикардия. Департамент коммуны — Эна. Входит в состав кантона Лан-1. Округ коммуны — Лан.
Код INSEE коммуны — 02238.

## Население
Население коммуны на 2010 год составляло 1896 человек.
| 1962 | 1968 | 1975 | 1982 | 1990 | 1999 | 2010 |
| ---- | ---- | ---- | ---- | ---- | ---- | ---- |
| 1567 | 1534 | 1441 | 1543 | 1574 | 1710 | 1896 |

## Экономика
В 2010 году среди 1160 человек трудоспособного возраста (15—64 лет) 874 были экономически активными, 286 — неактивными (показатель активности — 75,3 %, в 1999 году было 69,7 %). Из 874 активных жителей работали 759 человек (413 мужчин и 346 женщин), безработных было 115 (52 мужчины и 63 женщины). Среди 286 неактивных 77 человек были учениками или студентами, 96 — пенсионерами, 113 были неактивными по другим причинам.